# Batista (ur. 1955)
Batista, właśc. João Batista da Silva (ur. 8 marca 1955 w Porto Alegre) – brazylijski piłkarz, uczestnik mistrzostw świata w Piłce Nożnej 1978 (III miejsce) i w 1982 roku.

## Kariera piłkarska
- 1975-1981: SC Internacional
- 1982: Grêmio Porto Alegre
- 1983: SE Palmeiras
- 1983-1985: S.S. Lazio
- 1985: US Avellino
- 1985-1987: CF Os Belenenses
- 1988-1989: Avaí FC